# 가쓰우라역
가쓰우라역(일본어: 勝浦駅, かつうらえき)은 일본 지바현 가쓰우라시에 있는 동일본 여객철도의 철도역이다.
도가네 선과 만나는 오아미역, 대부분의 쾌속 열차가 시종착하는 가즈사이치노미야역과 함께 소토보 선의 운행 상의 주요 지점이다. 여러 편의 보통 열차가 가쓰우라 역에서 회차하며, 특급 《와카시오》 호의 모든 열차가 필수로 정차한다. 통근 시간대에 게이요 선을 거쳐 도쿄역까지 오가는 통근쾌속 열차가 아침 상행편과 저녁 하행편으로 1편씩 가쓰우라 역까지 운행하며, 주말에도 쾌속 등급으로 왕복 1편이 가쓰우라 역까지 운행한다. 한편, 특급 《와카시오》 호 중에는 가쓰우라 역에서 아와카모가와역까지 보통 열차로 전환하여 운행을 하는 열차편도 있다.

## 역 구조
지상역이다. 승강장은 단식 1면 1선과 섬식 1면 2선 구조로 되어 있다. 3번 승강장 근처에 두 개의 유치선이 있으며, 1번선 근처에는 보선 시설이 있다. 선상역사와 남북 자유통로를 운영하고 있다. 동일본 여객철도 직영역이며, 소토보 선의 미카도역에서 나메가와 아일랜드 역까지의 모든 역을 관리한다. 초록 창구는 오전 6시 30분부터 오후 8시까지 영업하며, 자동 개찰기에서는 스이카 및 제휴 교통카드의 사용이 가능하다.
한편 JR 지바 토목기술 센터의 가쓰우라 파출소와 고쓰 건설의 오아미 영업소 가쓰우라 파출소 등 철도 관련 업무 시설도 있다.

### 승강장
| 1 · 2 · 3 | ■ 소토보 선 (상행) | 오하라 · 모바라 · 소가 · 지바 · 도쿄 방면 |
| 1 · 2 · 3 | ■ 소토보 선 (하행) | 아와코미나토 · 아와카모가와 방면          |

회차하는 열차들이 많기 때문에 승강장의 구분이 명확하지 않다. 다만 상행선 열차는 주로 3번 승강장을, 하행선 열차는 주로 2번 승강장을 사용한다.

## 역세권 정보
- 가쓰우라시청사
- 가쓰우라추오 해수욕장
- 가쓰우라 아침 시장 (朝市)
- 국제무도대학
- 국도 제128호선
- 국도 제297호선

## 역사
- 1913년 6월 20일 - 일본국유철도의 역으로 개업하였다.
- 1987년 4월 1일 - 민영화에 따라 동일본 여객철도의 소속이 되었다.
- 2009년 3월 14일 - 스이카의 사용이 개시되었다.

## 인접역
| 동일본 여객철도 소토보 선 | 동일본 여객철도 소토보 선 | 동일본 여객철도 소토보 선 |
| ------------------------- | ------------------------- | ------------------------- |
| 온주쿠 지바 방면          | ■ 소토보 선               | 우바라 아와카모가와 방면  |